# Frank Herzog (Radsportler)
Frank Herzog (* 1959) ist ein ehemaliger deutscher Radrennfahrer.

## Sportliche Laufbahn
Herzog war einer der vielseitigsten Radsportler in der DDR. Er gewann Wettbewerbe sowohl bei Straßenradsport, in einigen Etappenrennen und Zeitfahren, aber auch im Querfeldeinrennen und bei Bahnrennen, hier vor allem als Steher.
Herzog startete für den SC DHfK Leipzig, nach seinem Ausscheiden aus dem Sportclub für die TSG Gröditz und die ASG Weißenfels.
1979 konnte er bereits bei den Junioren die Meistertitel im Straßenrennen und Mannschaftszeitfahren erringen. 1980 gewann er das Etappenrennen Alpe–Adria.
In der Männerklasse wurde er 1984 DDR-Meister im Mannschaftszeitfahren (1979 wurde er 2.) mit Axel Grosser, Jan Schur und Jens Wittek. 1987 holte er im Trikot der TSG Gröditz den nationalen Titel im Querfeldeinrennen. Bei den DDR-Meisterschaften der Steher wurde er 1987 Zweiter. Und 1985 und 1986 jeweils Dritter.
Herzog gewann mehrfach Etappen bei Rundfahrten. Er nahm u. a. an der Rumänien-Rundfahrt, am Grand Prix Guillaume Tell, der Bulgarien-Rundfahrt, der Tour de Bohemia, der Kuba-Rundfahrt und der DDR-Rundfahrt teil. Bei letzterer war seine beste Platzierung der 7. Platz 1980. 1988 beendete er seine radsportliche Laufbahn.